# Peter Eggerdes
Peter Eggerdes (* 23. Dezember 1635 in Rostock; † 9. Oktober 1681 ebenda) war ein deutscher Jurist und Bürgermeister von Rostock.

## Leben
Peter Eggerdes war ein Sohn des gleichnamigen Rostocker Bürgers, Kaufmanns und Vorstehers des Heiligen-Geist-Hospitals Peter Eggerdes (1603–1656) und dessen Frau Catharina Wendt. Er absolvierte ab 1653 ein Studium der Rechte an der Universität Rostock und ab 1654 an der Universität Greifswald. Ab 1656 stand er für zwei Jahre im Dienst eines schwedischen Obristen aus der Familie Wrangel als Begleiter eines Sohnes auf dessen Grand Tour. Danach kehrte er nach Rostock zurück. Am 11. Oktober 1659 heiratete er Catharina Margaretha Gerdes (* 22. Oktober 1639; † 17. Januar 1714), Tochter des Rostocker Bürgers Balthasar Gerdes. 1667 wurde er zum Senator und 1675 zum Bürgermeister Rostocks gewählt. Das Amt hatte er bis zu seinem Tod inne. Der Theologieprofessor August Varenius schrieb sein Leichen-Programm.